# Nikola Horowska
Nikola Horowska (* 3. Januar 2001 in Świętno) ist eine polnische Leichtathletin, die im Sprint und im Weitsprung an den Start geht.

## Sportliche Laufbahn
Erstmals bei einer internationalen Meisterschaft trat Nikola Horowska im Jahr 2022, als sie bei den Europameisterschaften in München im 200-Meter-Lauf startete und dort mit 23,62 s im Halbfinale ausschied. Im Jahr darauf belegte sie bei den U23-Europameisterschaften in Espoo in 23,53 s den sechsten Platz über 200 Meter und wurde im Weitsprung mit 4,00 m Letzte im Finale. Zudem belegte sie mit der polnischen 4-mal-100-Meter-Staffel in 43,87 s den sechsten Platz und gelangte mit der 4-mal-400-Meter-Staffel mit 3:31,38 min auf Rang vier. Anschließend siegte sie in 23,00 s über 200 Meter bei den World University Games in Chengdu und siegte mit 6,60 m auch im Weitsprung. Zudem gewann sie mit der 4-mal-100-Meter-Staffel in 44,20 s die Silbermedaille. 2024 verpasste sie bei den Europameisterschaften in Rom mit 6,46 m den Finaleinzug im Weitsprung und anschließend schied sie bei den Olympischen Sommerspielen in Paris mit 6,31 m in der Qualifikationsrunde aus. Im Jahr darauf kam sie bei den Halleneuropameisterschaften in Apeldoorn mit 6,42 m ebenfalls nicht über die Vorrunde hinaus. Im Juli verpasste sie bei den World University Games in Bochum mit 6,11 m den Finaleinzug im Weitsprung und schied über 200 Meter mit 24,18 s im Halbfinale aus. Zudem belegte sie mit der 4-mal-100-Meter-Staffel in 44,05 s den fünften Platz.
In den Jahren 2023 und 2024 wurde Horowska polnische Meisterin im Weitsprung. Zudem wurde sie 2022 Hallenmeisterin im 200-Meter-Lauf und 2023 im Weitsprung.

## Persönliche Bestzeiten
- 100 Meter: 11,38 s (+0,7 m/s), 1. Juli 2023 in Włocławek
  - 60 Meter (Halle): 7,32 s, 29. Januar 2022 in Toruń
- 200 Meter: 22,98 s (0,0 m/s), 14. Juni 2022 in Bern
  - 200 Meter (Halle): 23,22 s, 6. März 2022 in Toruń
- Weitsprung: 6,65 m (+1,7 m/s), 22. Juni 2025 in Warschau